# Levallois Metropolitans
O Metropolitans 92 é um clube profissional de basquetebol sediado na cidade de Paris, França que atualmente disputa a Liga Francesa. Foi fundado em 2007 e manda seus jogos no Stade Pierre-de-Coubertin com capacidade para 4.200 espectadores. A agremiação surgiu da fusão entre o tradicional Paris Basket Racing e o Levallois Sporting Club Basket.
Ganhou projeção mundial em 2023 ao revelar os prospectos e escolhas Top-10 do Draft da NBA de 2023: Victor Wembanyama (1ª escolha geral) e Bilal Coulibaly (7ª escolha geral). Ambos os jogadores ajudaram a equipe a alcançar, pela 1ª vez em sua história, as finais da Liga Francesa daquele ao.

## Títulos
- Copa da França (2013)
- Jogos dos Campeões (2013